# 哈密縣
哈密縣，中国旧县名，今新疆维吾尔自治区哈密市伊州区前身。

## 中华民国大陆时期
中华民国二年（1913年）4月，全国废厅，以哈密直隸廳改置哈密县:213。掌握哈密扎萨克旗的哈密回王仍统治哈密地方。哈密县的汉回农民相比哈密回王领地的维吾尔族农民，不仅有人身自由，各类税赋徭役负担较轻。1930年6月，哈密回王沙木胡索特逝世。回王领地的农民代表到迪化县，向新疆省政府请愿，反对其子聂孜尔继承王位，要求省政府进行改土归流。哈密驻军师长刘希曾等人向省政府建议进行改土归流。新疆省主席金樹仁先委任聂孜尔为省政府高级顾问，将其调离哈密。随后，宣布废除哈密回王，收回其领地。所属土地、人民归属哈密县，以及新设置的宜禾县、伊吾县。此次改土归流并未成功，1931年4月的哈密暴動推翻了金树仁对哈密地方的统治:48—49。
1935年6月，尧乐博士向哈密行政长刘应麟提出实行第二次改土归流的建议。不久，聂孜尔逝世。刘应麟认为时机成熟，正式向主政新疆的盛世才呈文。随后，哈密县成立清查田赋委会，重新清丈土地，确定田赋。因此次改土归流顺利完成，哈密地方各族农民归属哈密县政府管辖:49。
1947年，中華民國內政部编撰的《中華民國行政區域簡表》中，哈密县县域面积约为50595.84平方公里，人口28591人:213。哈密县属新疆省第九区行政督察區。

## 中华人民共和国时期
1949年9月下旬，新疆和平解放，新疆省驻军倒向中共政权，但新疆局势并不平稳。9月28日，国军一七八旅旅部、五三三团部分士兵，以及中華民國國防部驻新疆供应总局第三分局、被服厂、汽车二十团的少数官兵在哈密县发动叛乱，进行抢劫。哈密县城建筑被焚毁，居民生活受影响。
1949年10月，中国人民解放军第一野战军向新疆进军。10月13日下午，中国人民解放军进疆先头部队抵达哈密县。哈密县各界代表出城10余公里欢迎解放军。14日，解放军第二军军长郭鹏和政委王恩茂率第二军指挥所抵达哈密县。第二军进驻后，进行了解除9月28日抢劫叛变官兵武装、救火安民等一系列工作。第二军军部在哈密县停留13天后离开。同年11月，中国人民解放军第六军十六师进驻哈密县。期间，对起义国军进行安抚。11月22日，以和平方式解决部分起义国军预谋的叛乱。
1950年，设立哈密专区，哈密县为专区行政公署驻地。2月，成立中共哈密地方委员会，中国人民解放军第六军十六师党委兼中共哈密地委，师政治委员（党委书记）关盛志兼任地委书记。13月，成立中共哈密专区委员会，十六师选派146名指战员组建地委工作机构和哈密县、鎮西縣、伊吾县的工作委员会。同年5月，撤销中共哈密县工作委员会，成立中共哈密县委员会。同年，通过选举产生哈密县人民政府的主要领导人，正式成立哈密县人民政府。
1950年时，尧乐博士、烏斯滿·巴圖爾、贾尼木汗·特列吾拜等人在邻近的伊吾县等进行武装叛乱。1950年2月至5月，叛乱分子、土匪在哈密县、鎮西縣抢劫277次，死伤群众31人，抢羊9470只、马682匹、牛430头、骆驼175峰、骡子26匹、毛驴64头。3月，解放军开始在哈密地区境内进行大规模剿匪战斗。哈密县剿匪任务主要由东路军负责，东路军由第六军十六师主力、民族军四十团骑兵三营组成，十六师师长吴宗先负责指挥。7月底，剿匪战斗基本结束。
1952年4月，正式成立中共哈密地方委员会，第六军十六师党委不再兼中共哈密地委。1970年，哈密专区改称哈密地区，仍驻哈密县。1977年1月6月，中国国务院批准，设立县级哈密市，以哈密县的哈密镇、城郊公社为主的部分地区为其行政区域。1983年，哈密县并入县级哈密市。
2015年，新疆维吾尔自治区人民政府请求撤销哈密地区，设立地级哈密市。2016年1月，中国国务院批准设立地级哈密市，原县级哈密市改设伊州区。